# Zawojowanie

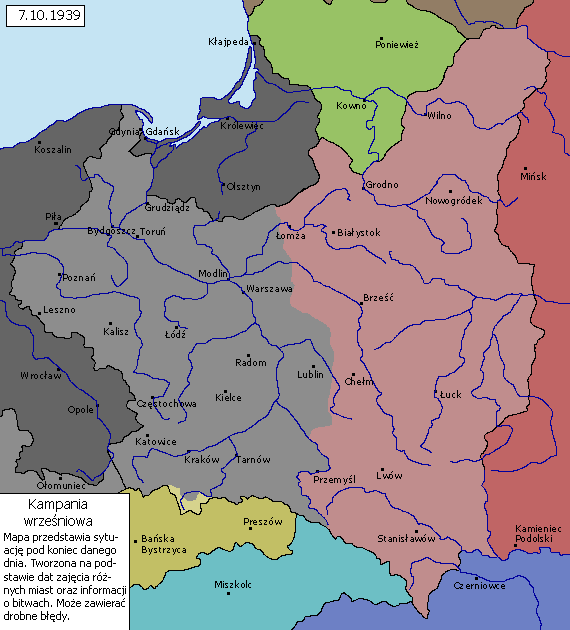
Zawojowanie Polski przez III Rzeszę i ZSRR w 1939 r.

Zawojowanie (łac. debellatio „zawojowanie”, od bellum „wojna”) – całkowite zajęcie terytorium państwa i przejęcie kontroli nad nim w drodze zbrojnej; pozbawienie dotychczasowego suwerena władzy zwierzchniej. 

## Prawo międzynarodowe
Współcześnie zawojowanie jest zakazane przez prawo międzynarodowe, członkowie społeczności międzynarodowej (przede wszystkim państwa) są zobowiązani do nieuznawania skutków prawnych zawojowania terytorium przez państwo-agresora.
Regulamin wojny z 1899 i 1907 w dziale III O władzy wojennej na terytorium państwa nieprzyjacielskiego (art. 42 - 56) traktuje okupanta wyłącznie jako przejściowego administratora zajętych ziem, nakazując mu przestrzegać z wyjątkiem bezwzględnych przeszkód prawo obowiązujące w danym kraju.
Nakaz pokojowego rozstrzygania sporów międzynarodowych proklamowany przez Pakt Ligi Narodów a następnie pakt Brianda-Kellogga implikuje zakaz podboju (p. doktryna Stimsona).
Konwencja o prawach i obowiązkach państw z Montevideo podpisana w 1933 postanawia w art. 11: Umawiające się państwa ostatecznie ustalają zasadę swojego postępowania, ściśle nakazując nieuznawanie zdobyczy terytorialnych lub korzyści uzyskanych siłą, niezależnie od tego, czy chodzi o użycie broni, interwencję dyplomatyczną, czy jakikolwiek inny skuteczny środek przymusu.
Karta Narodów Zjednoczonych w art. 1 ust. 1 do celów Organizacji zalicza utrzymanie międzynarodowego pokoju i bezpieczeństwa, tłumienie aktów agresji i innych naruszeń pokoju, łagodzenie i załatwianie w drodze pokojowej, według zasad sprawiedliwości i prawa międzynarodowego sporów lub sytuacji mogących prowadzić do naruszenia pokoju. Art. 2 ust. 3 nakazuje by członkowie Organizacji rozwiązywali swe spory międzynarodowe środkami pokojowymi w taki sposób, by nie dopuścić do zagrożenia międzynarodowego pokoju i bezpieczeństwa oraz sprawiedliwości. Art. 2 ust. 4 zabrania stosowania groźby lub użycia siły przeciwko całości terytorialnej lub niepodległości któregokolwiek państwa.
Konwencja wiedeńska o prawie traktatów w art. 52 uznaje za nieważny traktat wymuszony przez groźbę lub użycie siły z pogwałceniem zasad prawa międzynarodowego, wyrażonych w Karcie Narodów Zjednoczonych.
Integralność terytorialną państw nakazuje zachować Akt końcowy Konferencji Bezpieczeństwa i Współpracy w Europie w punkcie 4.